# روابط برزیل و مالزی
روابط برزیل و مالزی (انگلیسی: Brazil–Malaysia relations) روابط خارجی بین برزیل و مالزی می‌باشد. سفارت مالزی در برازیلیا، و سفارت برزیل در کوالا لامپور قرار دارد.

## روابط اقتصادی
هر دو کشور در حمایت از تعداد زیادی از شرکت‌ها و برندهای برزیل که به بازار مالزی نظر دارند، در حال همکاری نزدیک هستند.